# Przytobie
Przytobie (zapis stylizowany: PRZYTOBIE) – trzeci singel polskiego rapera Quebonafide z jego czwartego albumu studyjnego, zatytułowanego Romantic Psycho. Singel został wydany 13 marca 2020.
Nagranie otrzymało w Polsce status złotego singla, przekraczając liczbę 25 tysięcy sprzedanych kopii.

## Geneza utworu i historia wydania
Utwór napisali i skomponowali Kuba Grabowski i Patryk Antoniewicz. 
Singel ukazał się w formacie digital download 13 marca 2020 w Polsce za pośrednictwem wytwórni płytowej QueQuality w dystrybucji Sony Music Entertainment Poland. Piosenka została umieszczona na czwartym albumie studyjnym Quebonafide – Romantic Psycho.

## Lista utworów
- Digital download[2]

1. „Przytobie” – 3:30

## Certyfikaty
| Kraj          | Certyfikat  | Sprzedaż |
| ------------- | ----------- | -------- |
| Polska (ZPAV) | złota płyta | 25 000+  |